# إحياء الفنون الزخرفية المصرية

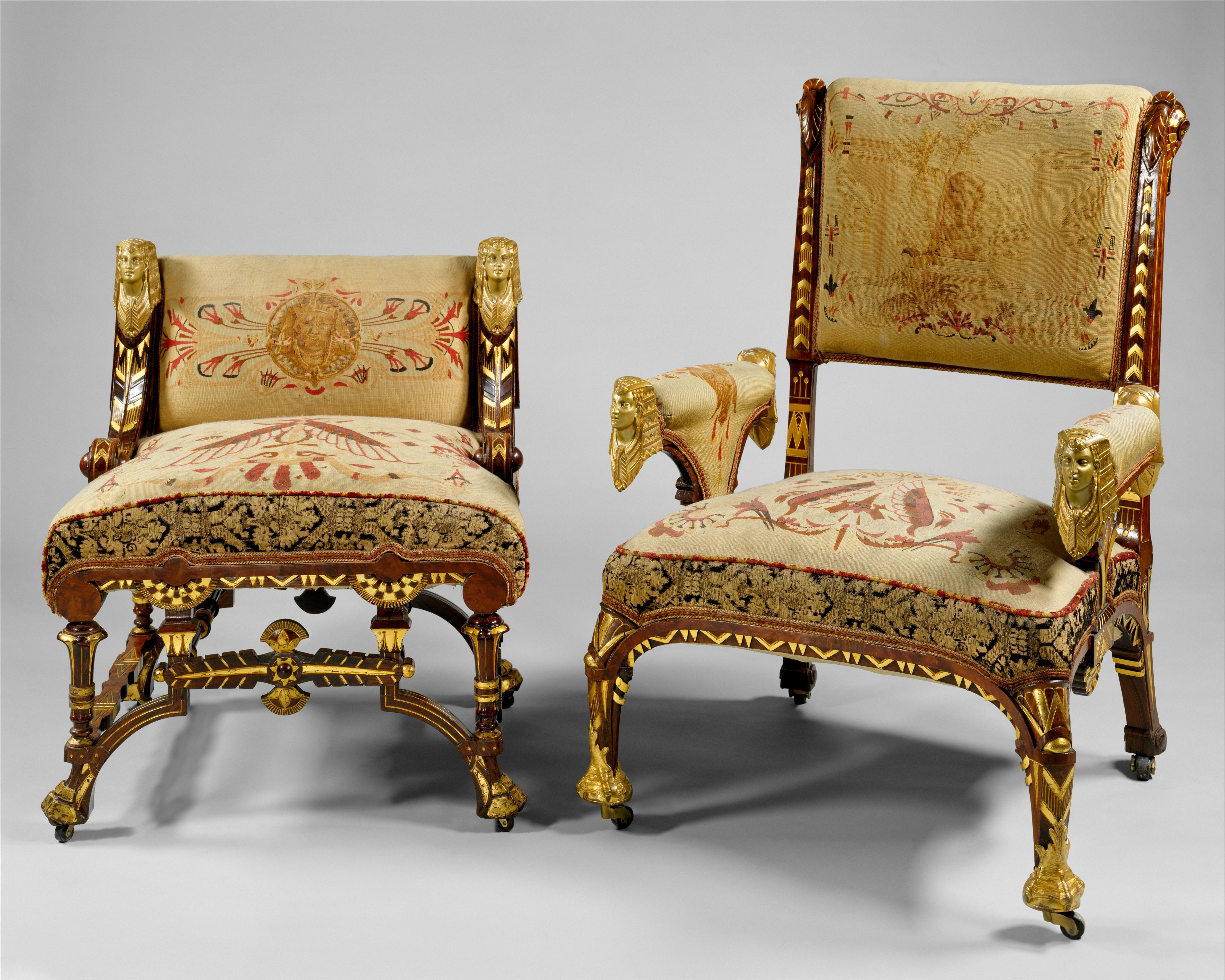
كرسي ذو ذراعين؛ 1870-1875؛ خشب الورد وقشرة العرعر الشائكة؛ 94 × 69.9 × 69.9 سم؛ متحف متروبوليتان للفنون

إحياء الفنون الزخرفية المصرية هو أسلوب في الفن الغربي، خاصة في أوائل القرن التاسع عشر، حيث تم تطبيق الزخارف المصرية على مجموعة متنوعة من عناصر الفنون الزخرفية بما في ذلك الأثاث والإضاءة والنحت واللوحة وغيرها بالإضافة إلى الهندسة المعمارية والتصميم.

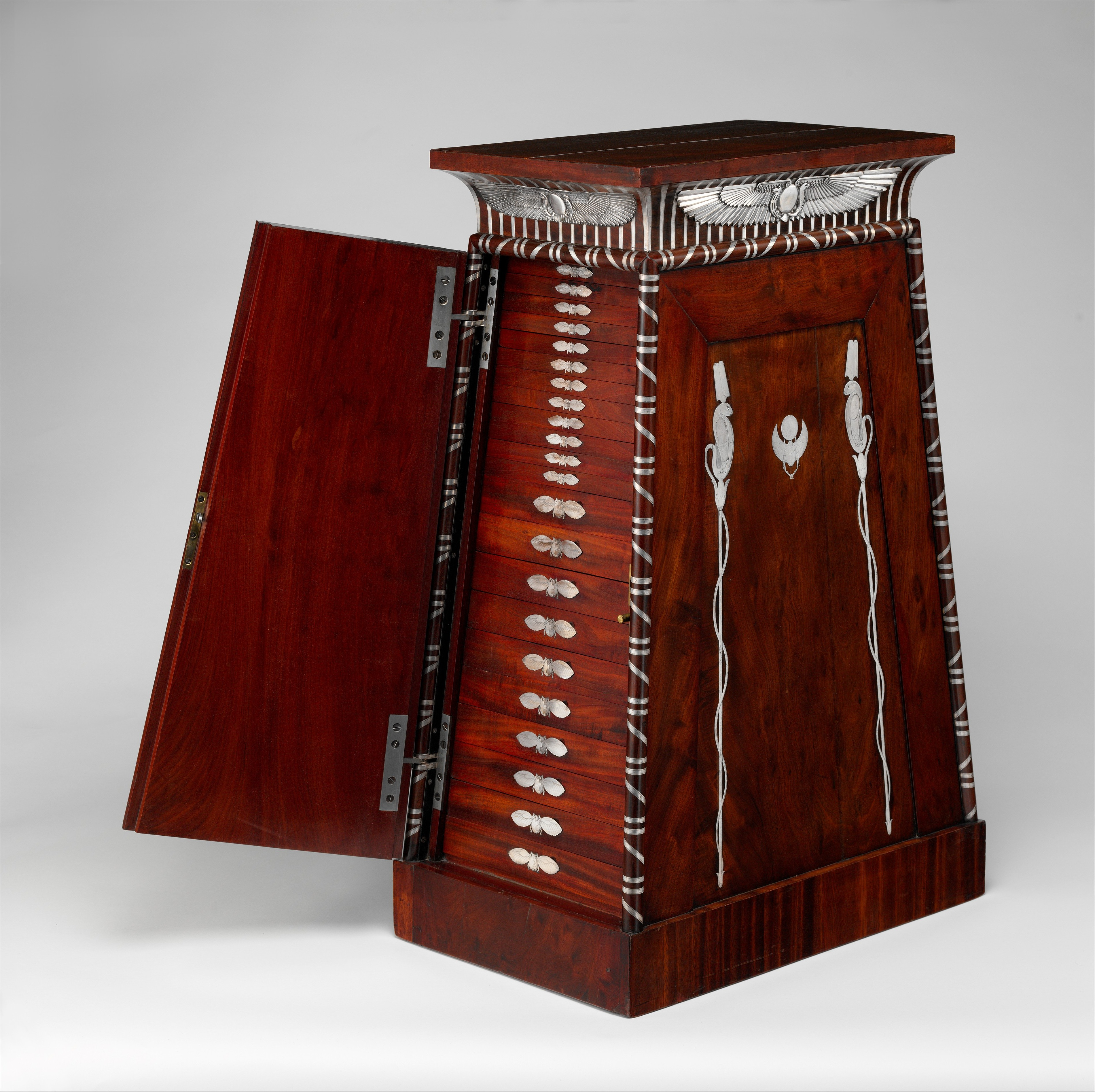
خزانة عملة بقلم فرانسوا أونوريه جورج جاكوب ديسمالتر ؛ 1809-1819؛ خشب الماهوجني، بالفضة المطعمة والمطعمة؛ 90.2 × 50.2 × 37.5 سم؛ متحف متروبوليتان للفنون (مدينة نيويورك)

يعزى الحماس للأسلوب الفني للمصر القديم عموما إلى الإثارة على غزو نابليون في مصر، أخذ نابليون رحلة علمية معه إلى مصر. بدأ نشر عمل البعثة، ووضع وصف مصر، في عام 1809 وخرج في سلسلة رغم صلاحية 1826، مما يلهف كل شيء من الأرائك مع أبو الهول للأرجل، إلى مجموعات الشاي المطلية بالأهرامات المصرية. كانت شعبية النمط الذي كان جديدا، وقد ظهرت أعمال فنية مصرية في بيئات أوروبية مبعثرة من عصر النهضة.
نشرت البحوث والرسومات التي تم إجراؤها على هذه الحملة في سلسلة من 1809 إلى 1826 المعروف وقد أسس هذا إلهام الأثاث المصرية للإحياء في أوروبا. أصبحت فن الإحياء المصري شائعا للغاية وظهرت في جميع أنحاء أوروبا.
كان الجاليري المصري، وهو غرفة خاصة في منزل الخبير توماس هوب في شارع الدوقة، لعرض آثاره المصرية، والموضحة في نقوش من رسوماته الدقيقة في كتابه، الأثاث المنزلي والديكور الداخلي، مصدرًا رئيسيًا لنمط ريجنسي في المفروشات البريطانية. ألهم الكتاب جيلًا من مالكي المنازل الإنجليز العصريين لتركيب أجنحة صالة تضم كراسي وطاولات وأرائك بأشكال تستحضر الأشياء المرسومة على لوحات القبور المصرية.
أدت الاكتشافات اللاحقة إلى مزيد من الإحياء، حيث أدى اكتشاف قبر توت عنخ آمون إلى إحياء كبير بشكل خاص في عشرينيات القرن العشرين. كان لهذا الإحياء على وجه الخصوص تأثير كبير على حركة الفن الزخرفي

## معرض صور

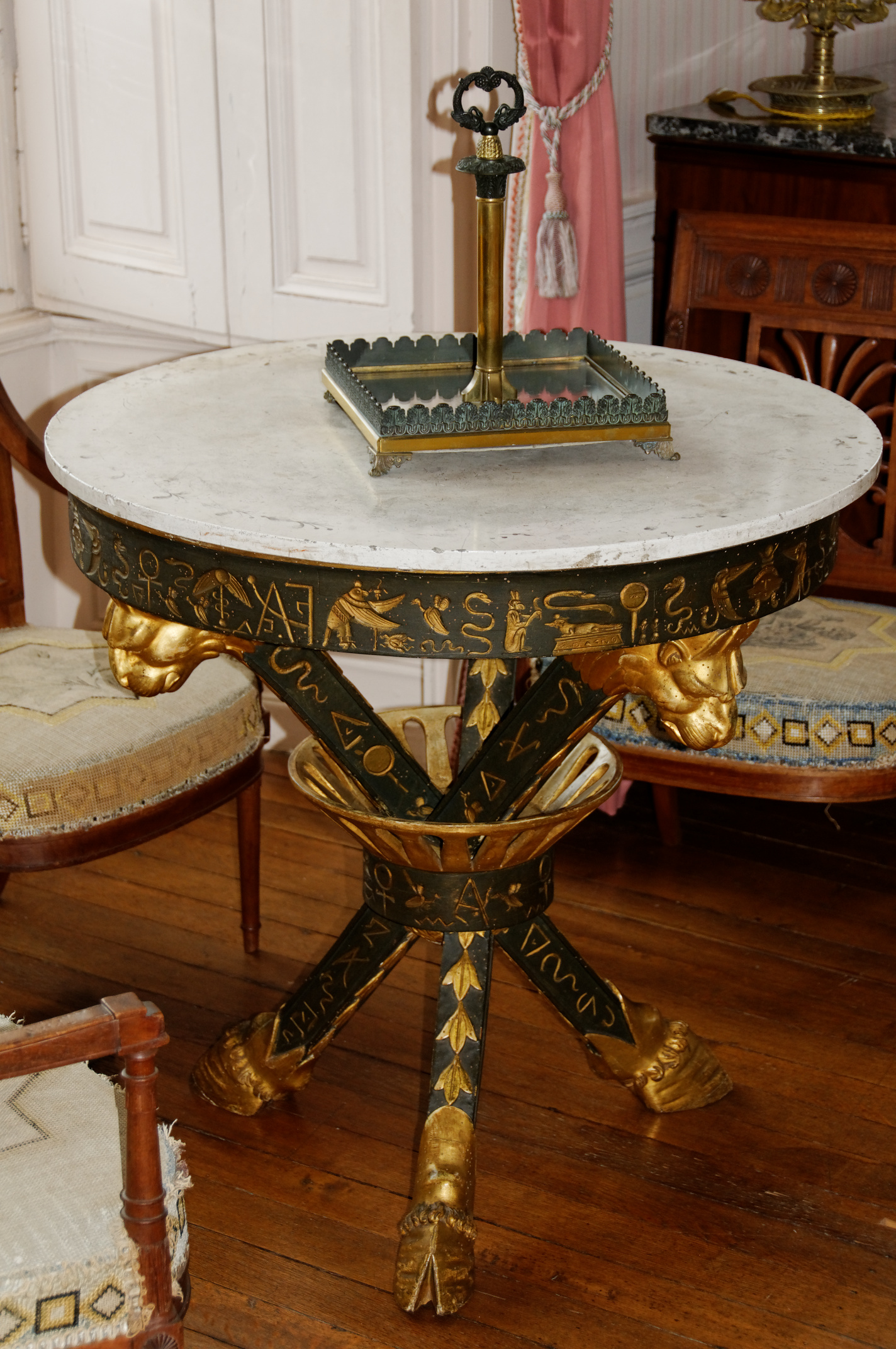
طاولة عليها رؤوس أسد، في شاتو دي فالينساي (فالينساي، فرنسا)
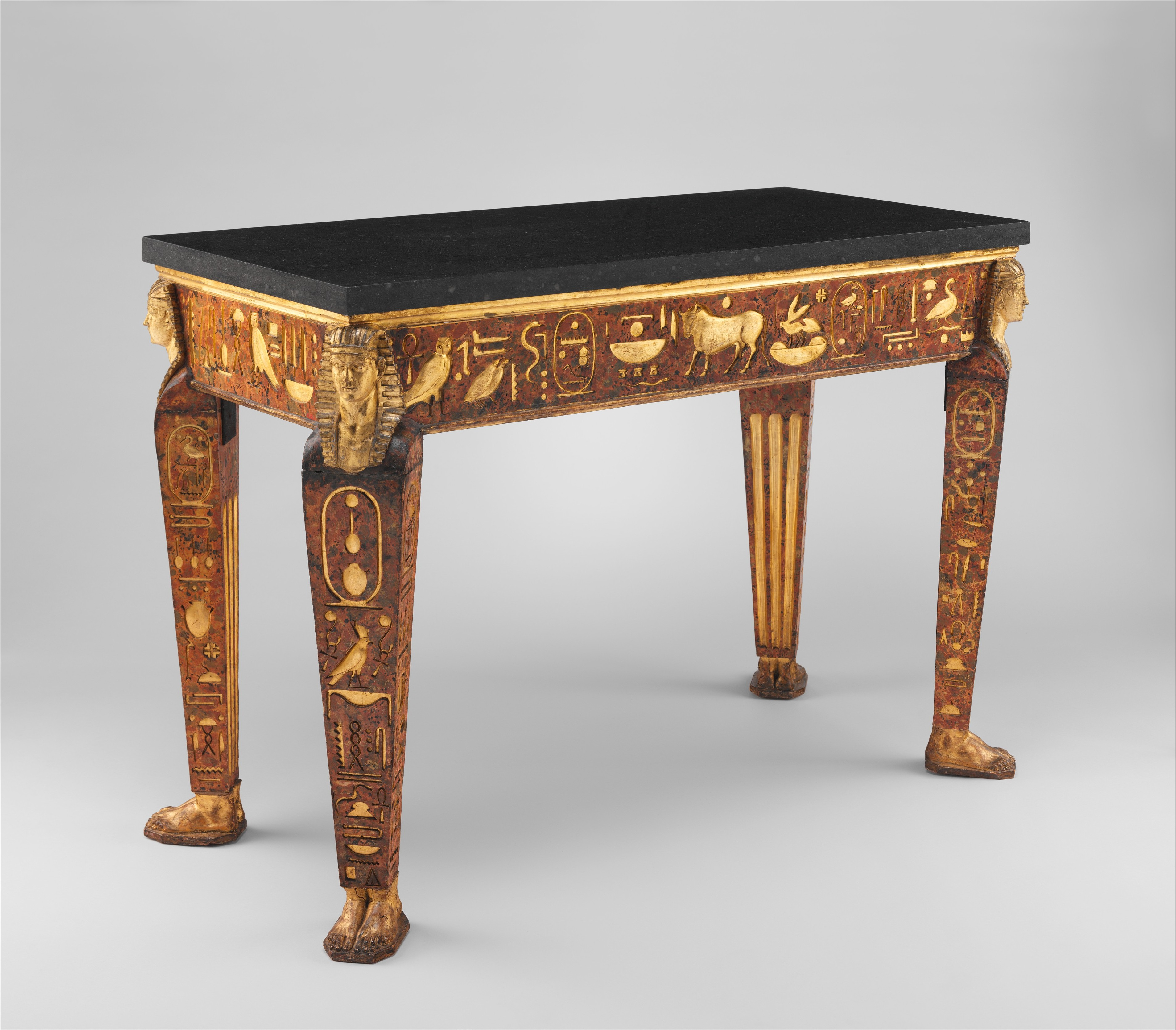
طاولة؛ 1775 - 1780 ؛ سطح من الخشب المنحوت والمطلي والمذهّب جزئيًا ، والجرانيت الأسود ليس أصليًا للطاولة ؛ 89.9 × 123.5 × 58.4 سم ؛ متحف متروبوليتان للفنون (مدينة نيويورك)
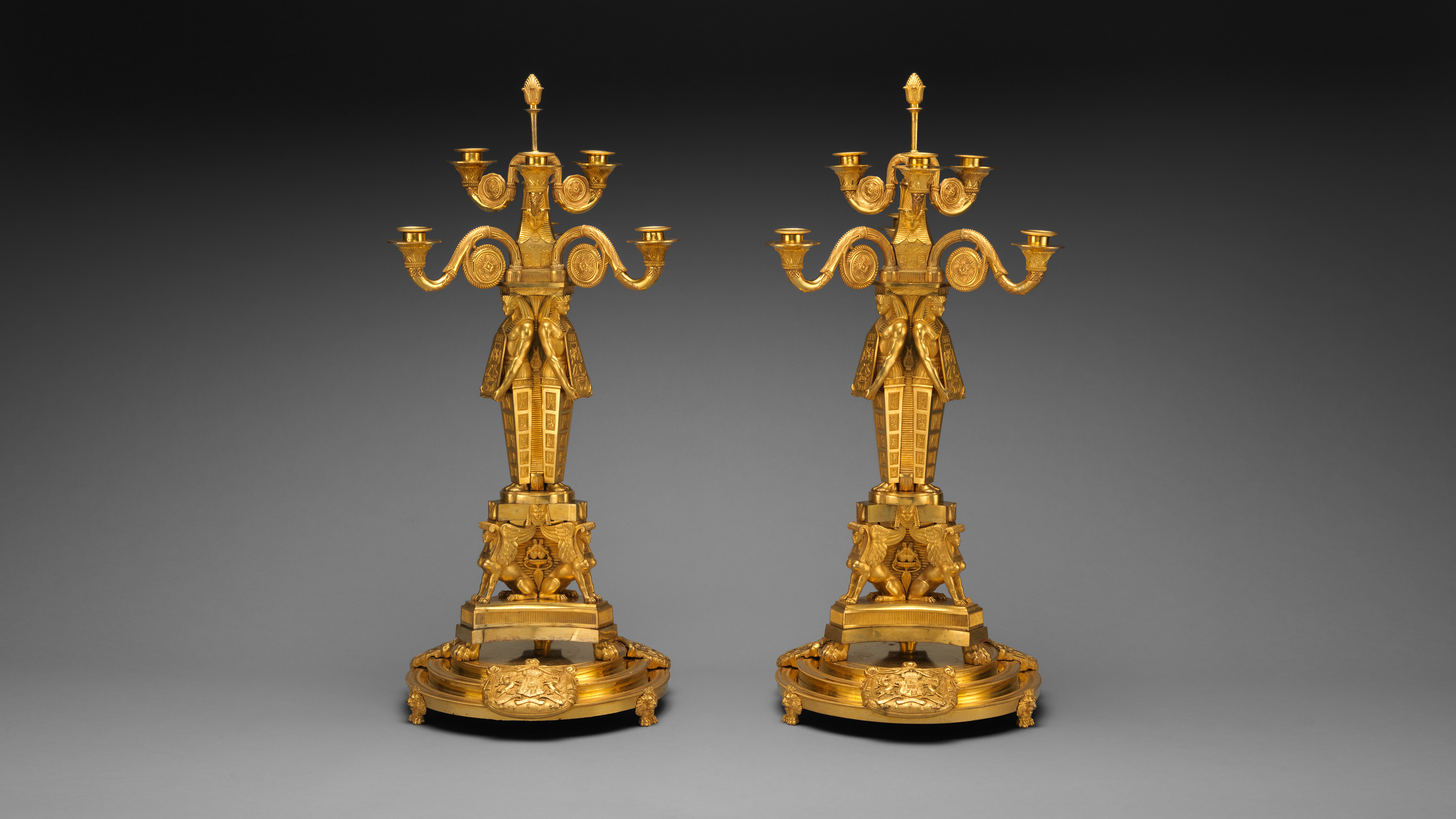
زوج من الشمعدانات البريطانية بستة أضواء مع حوامل؛ 1802-1806؛ برونز مذهب وزن الشمعدان: 19.1 كجم؛ متحف متروبوليتان للفنون
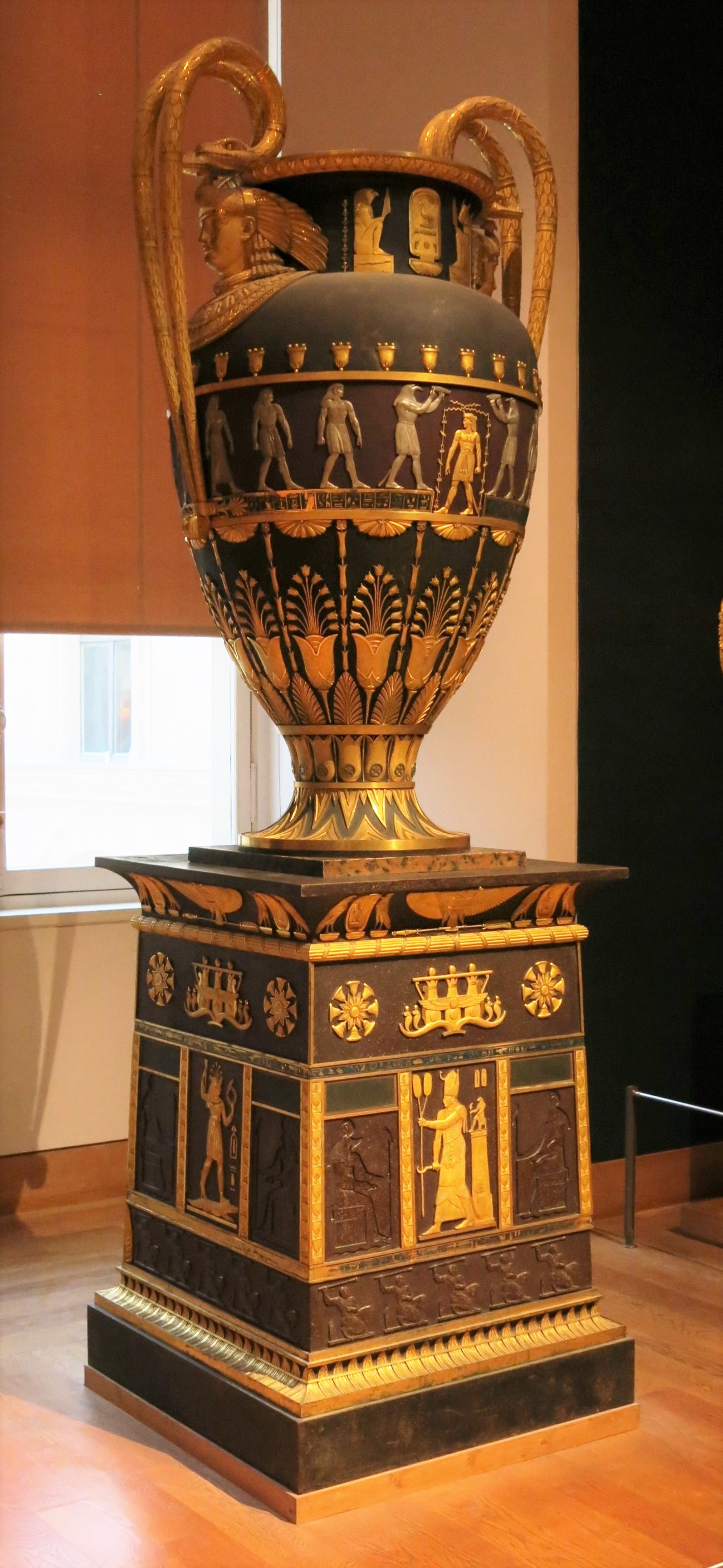
إناء على الطراز الإمبراطوري مع قاعدة؛ 1804-1806؛ صفيحة مطلية وبرونز مذهّب؛ الارتفاع: 1.80 م، العمق: 0.95 م؛ اللوفر
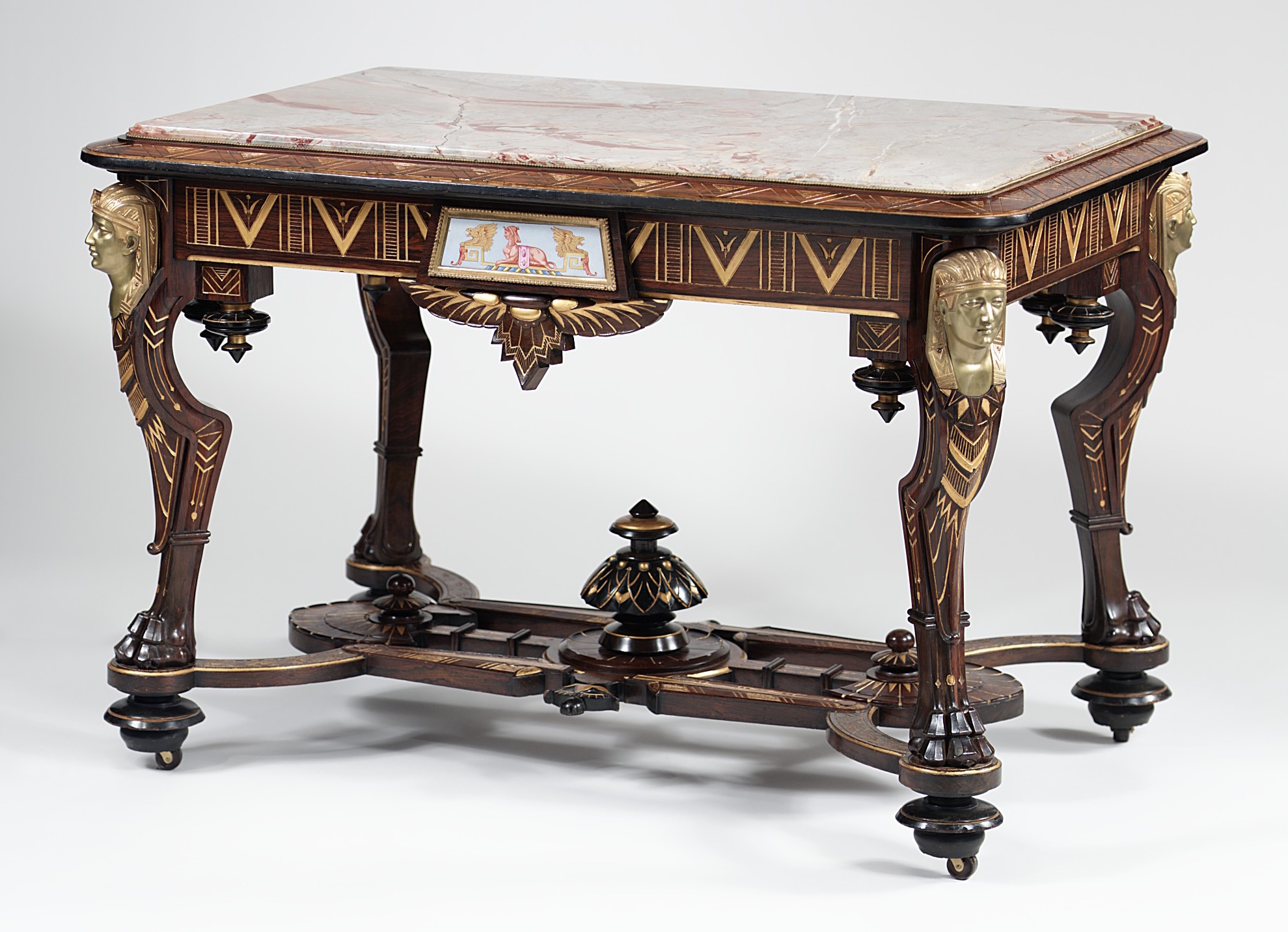
طاولة المركز 1870-1875؛ خشب الورد والجوز والرخام. 79.4 × 119.4 × 78.7 سم؛ متحف متروبوليتان للفنون
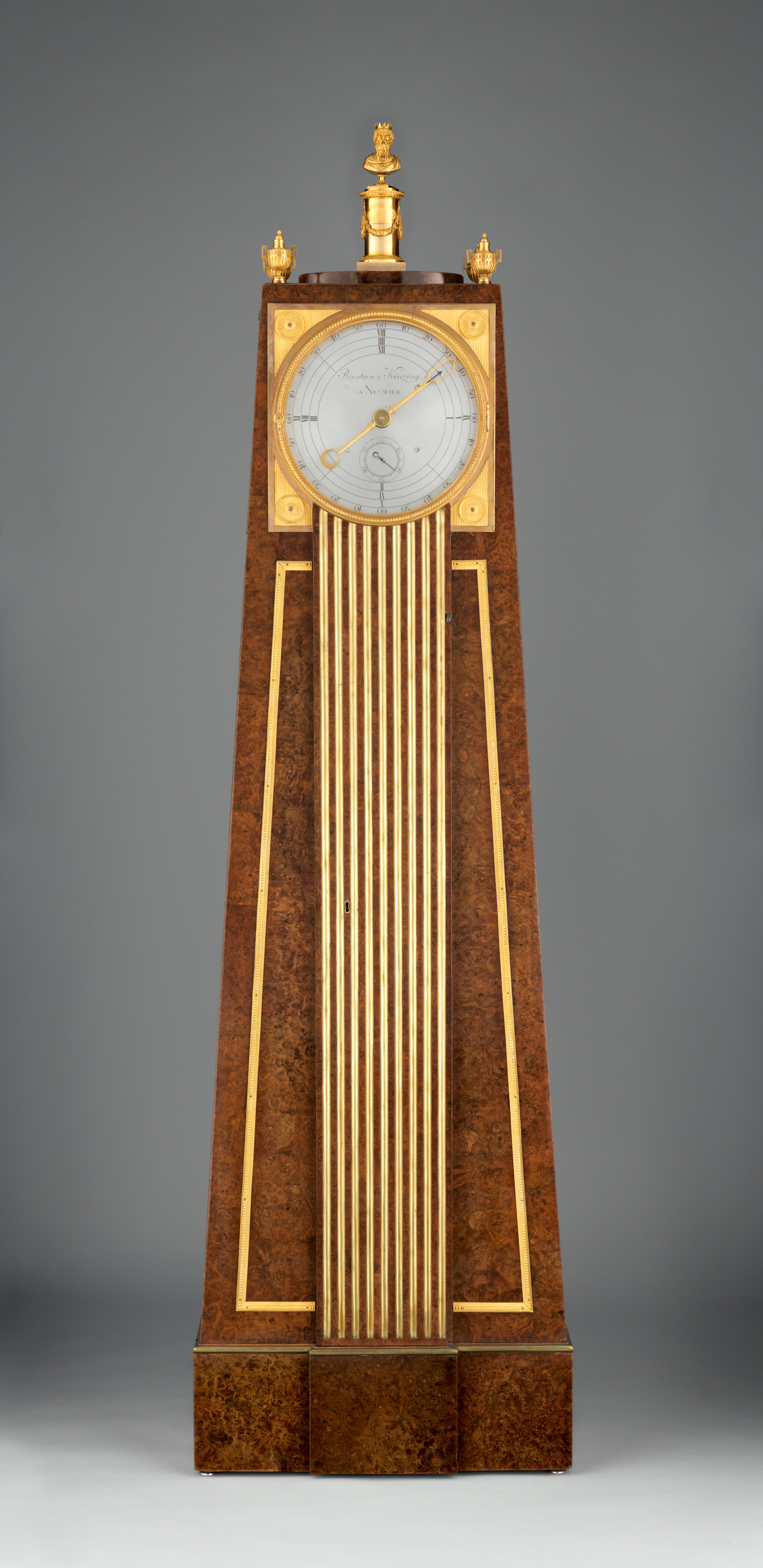
ساعة المسلة مع حركة فرانكلين؛ حوالي 1785 - 1790؛ البلوط وخشب التويا والبرونز المطلي بالذهب والفضة والصلب؛ الإجمالي: 190.5 × 53.7 × 19.3 سم؛ متحف متروبوليتان للفنون
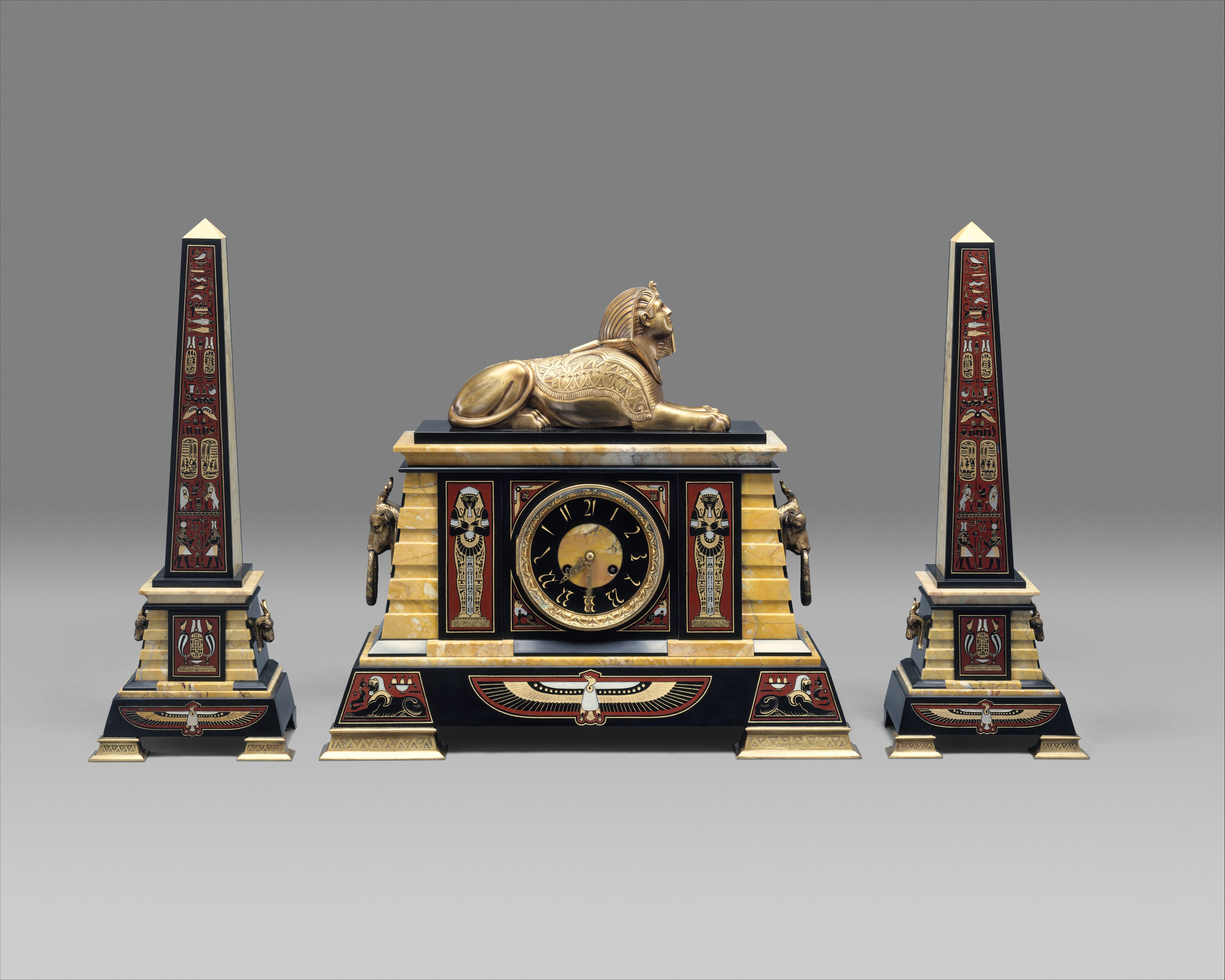
ساعة إحياء العمارة المصرية. حوالي عام 1885؛ الرخام والبرونز. 46 × 51.1 × 19.7 سم؛ متحف متروبوليتان للفنون
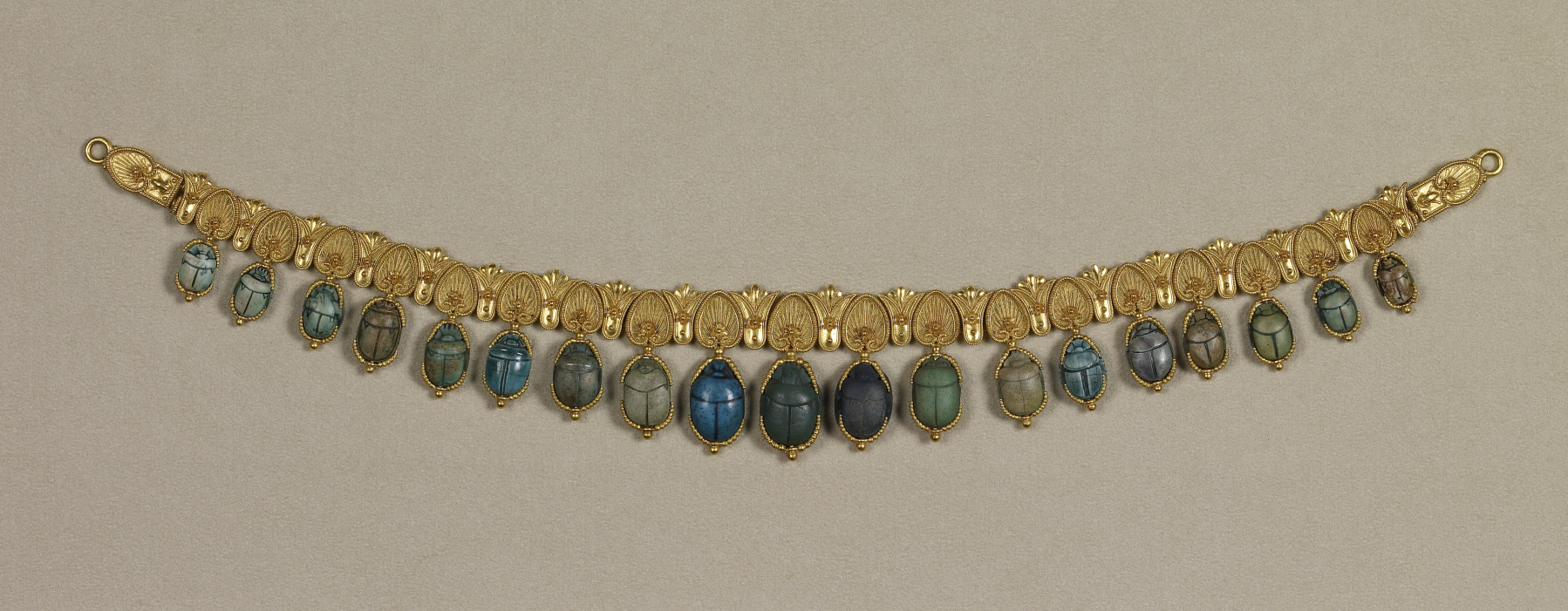
قلادة مع الجعران. أواخر القرن التاسع عشر - أوائل القرن العشرين؛ الذهب والحجر الجيري واللازورد؛ الطول: 36.8 سم ٠؛ متحف والترز للفنون (بالتيمور، الولايات المتحدة)
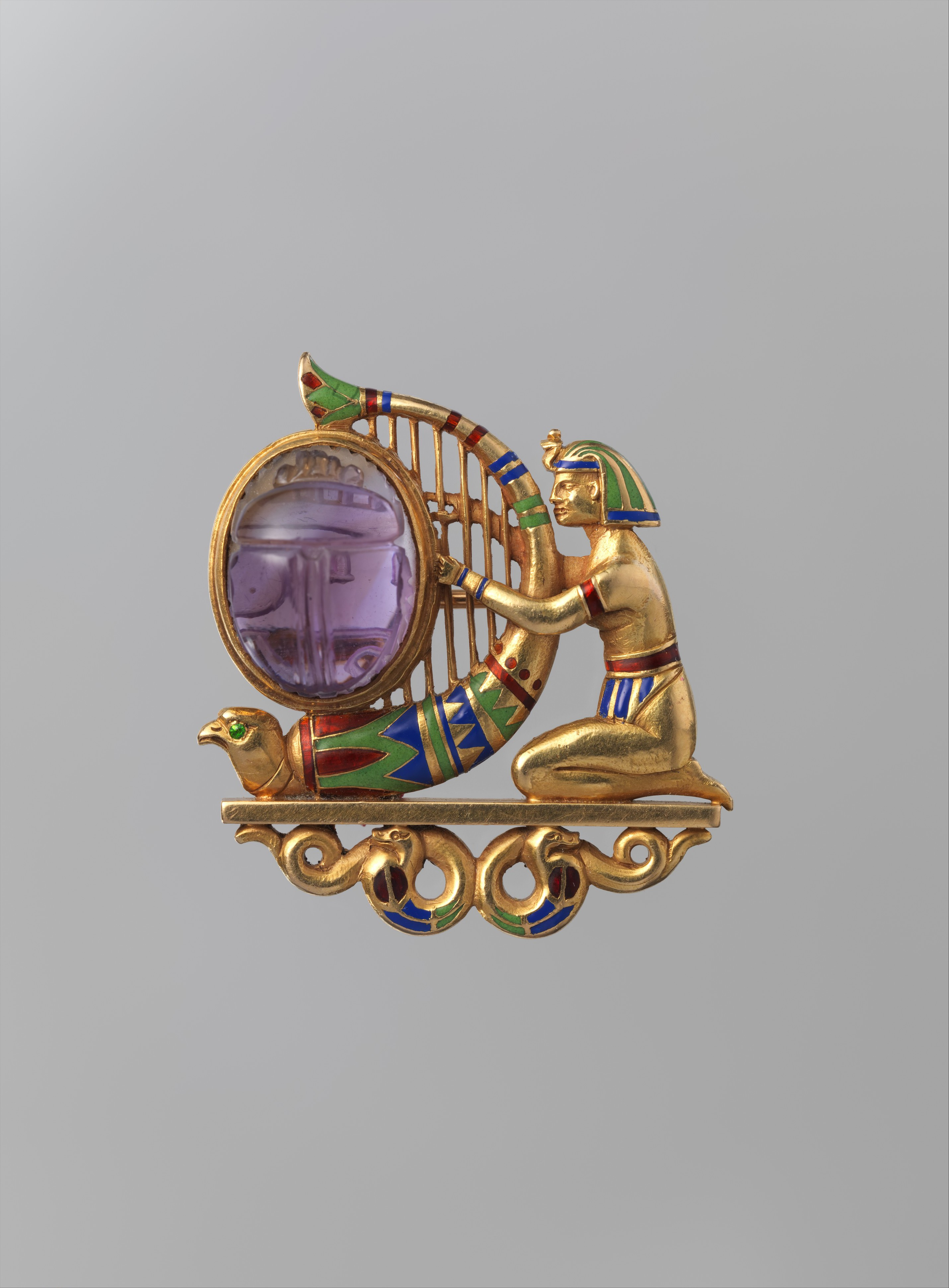
بروش! حوالي عام 1900؛ الذهب والجمشت والعقيق الديمانتويد والمينا ؛ 3.2 × 2.9 سم؛ متحف متروبوليتان للفنون